# Rock ’n’ Roll Juvenile
A Rock ’n’ Roll Juvenile Cliff Richard brit énekes 42. nagylemeze.
Az album felvételeit 1979. július 18-án kezdték meg Párizsban, a Pathe Marconi Stúdióban még az előző nagylemez, a Green Light megjelenése előtt. A következő néhány napban felvették a dalok háttér hangsávjait, míg a vokál felvételeit csak 1979 januárjában kezdték meg és hellyel-közzel a következő hónapokban folytatták.  A Falling Love című dal végső vokál felvétele 1979. június 30-án lett kész (csaknem egy évvel a háttér hangsávok után).  A legutolsó dal, a We Don't Talk Anymore felvételei 1979 májusában fejeződtek be.
Az album dalainak nagy része Terry Britten produceri munkáját dicséri, aki Richard dalszövegírója, de ez volt az első közös produceri munkájuk. Richard co-producerként is dolgozott az albumon.

## Az album története
Cliff Richard előző albumának, a Green Lightnak nem volt nagy sikere. Az új lemez 1979 szeptemberében jelent meg az EMI kiadásában és rögtön bekerült a Top 10-be. A lista 3. helyére került fel és ott is maradt 21 hétig, ez a lemez lett a 60-as évek óta a legsikeresebb albuma az énekesnek. Az amerikai album listán a 74. lett, ami brit albumhoz képest jó helyezés, az album itt We Dont’ Talk Anymore munkacímen jelent meg, kicsit különböző dalokkal, mint az angol kiadás.
Az album Richard újjászületése lett, amely 1976-ban kezdődött az I’m Nearly Famous című nagylemezzel és a következő néhány évre a 80-as években is megszilárdította karrierjét.
A Rock ’n’ Roll Juvenile újrakiadása CD-formátumban 2001-ben jelent meg.
A nagylemez dalainak szövegét egy skót szövegíró, B.A. Robertson írta. Bruce Welch arra számított, hogy ő fogja a dalokat megírni, hónapokig dolgozott is a lemezen, de végül Terry Brittenre esett a választás.
A Rock ’n’ Roll Juvenile című album egy kísérlet volt arra, hogy új dolgot fedezzenek fel, bár Terry Britten nem hitt abban, hogy ez sikerülni fog. Ő azt gondolta, hogy Cliff rajongói jobban szeretik a szerelmes dalokat.

## Kislemezek
Az album első kislemeze a We Don't Talk Anymore című dal Bruce Welch munkája – bár ezen a dalon közösen dolgozott Alan Tarneyvel, Richard későbbi producerével. A dal négy hétig volt a slágerlista negyedik helyén 1979 augusztusában.
A lemezről a második kislemez októberben jelent meg Hot Shot címmel. Meglepetésszerű volt, hogy a listán csak a 46. helyre tudott felkerülni.
A harmadik kislemez viszont, a Carrie visszahozta Richardot a Top 10-be, mert a Carrie 1980 februárjában felkerült a 4. helyre. A legutolsó kislemez egyik legjobban elismert lemeze lett, az Allmusic  az összes Cliff Richard felvétel közül a legütősebbnek titulálta. A Carrie-nek Amerikában is nagy sikere lett. A dal címe Terry Brittentől származik, a történet Robertsontól. „A dal erejét az adja, hogy nem lehetsz biztos abban, miről is szól valójában” – mondja Robertson. „Nem tudod, vajon Carrie hajléktalan, vagy kicsoda. Azt sem tudni, hogy Cliff, aki narrátorként szerepel a dalban, a férje, a barátja, a szeretője, a bátyja, vagy az apja-e Carrie-nek. Ez a dal nagyon misztikus és zeneileg ugyanarra a mintára készült, mint az I Heard It Through The Grapevine című dal.

## Dalok listája
A-oldal
| #  | Cím                      | Szövegíró                     | Producer                     | Hossz |
| -- | ------------------------ | ----------------------------- | ---------------------------- | ----- |
| 1. | Monday Thru' Friday      | Terry Britten                 | Cliff Richard, Terry Britten | 3:47  |
| 2. | Doing Fine               | Terry Britten                 | Cliff Richard, Terry Britten | 3:06  |
| 3. | Cities May Fall          | Terry Britten, B.A. Robertson | Cliff Richard, Terry Britten | 4:17  |
| 4. | You Know That I Love You | Terry Britten                 | Cliff Richard, Terry Britten | 2:54  |
| 5. | My Luck Won't Change     | Terry Britten, B.A. Robertson | Cliff Richard, Terry Britten | 4:13  |
| 6. | Rock 'N' Roll Juvenile   | Cliff Richard                 | Cliff Richard, Terry Britten | 2:47  |

B-oldal
| #  | Cím                  | Szövegíró                      | Producer                     | Hossz |
| -- | -------------------- | ------------------------------ | ---------------------------- | ----- |
| 1. | Sci-Fi               | Terry Britten & B.A. Robertson | Cliff Richard, Terry Britten | 3:47  |
| 2. | Fallin' in Luv       | Terry Britten & B.A. Robertson | Cliff Richard, Terry Britten | 3:11  |
| 3. | Carrie               | Terry Britten, B.A. Robertson  | Cliff Richard, Terry Britten | 3:46  |
| 4. | Hot Shot             | Terry Britten & B.A. Robertson | Cliff Richard, Terry Britten | 3:23  |
| 5. | Language of Love     | Terry Britten, B.A. Robertson  | Cliff Richard, Terry Britten | 4:40  |
| 6. | We Don' Talk Anymore | Alan Tarney                    | Bruce Welch                  | 4:18  |

Bónusz dalok (2001-es kiadás):
| #  | Cím                  | Szövegíró     | Producer                     | Hossz |
| -- | -------------------- | ------------- | ---------------------------- | ----- |
| 1. | Walking in the Light | Terry Britten | Cliff Richard, Terry Britten | 3:17  |
| 2. | Moving In            | Cliff Richard | Cliff Richard                | 3:26  |

## Helyezések
| Megjelenés dátuma | Kislemez címe                    | Kislemez címe                    | Kislemez címe                    | Kislemez címe                    | Kislemez címe                    | Kislemez címe                    | Kislemez címe                    | Kislemez címe                    | Kislemez címe                    | Kislemez címe                    | Kislemez címe                    | Kislemez címe                    | Kislemez címe                    | Kislemez címe                    | Kislemez címe                    | Kislemez címe                    | Kislemez címe                    | Kislemez címe                    | Kislemez címe                    | Kislemez címe                    | Kislemez címe                    | Kislemez címe                    | Kislemez címe                    | Kislemez címe                    | Kislemez címe                    | Kislemez címe                    | Kislemez címe                    | Kislemez címe                    | Kislemez címe                    | Kislemez címe                    | Kislemez címe                    | Kislemez címe                    | Kislemez címe                    | Kislemez címe                    | Kislemez címe                    | Kislemez címe                    | Kislemez címe                    | Kislemez címe                    | Kislemez címe                    | Kislemez címe                    | Kislemez címe                    | Kislemez címe                    | Kislemez címe                    | Kislemez címe                    | Kislemez címe                    | Kislemez címe                    | Kislemez címe                    | Kislemez címe                    | Kislemez címe                    | Kislemez címe                    | Kislemez címe                    | Kislemez címe                    | Kislemez címe                    | Kislemez címe                    | Kislemez címe                    | Kislemez címe                    | Kislemez címe                    | Kislemez címe                    | Kislemez címe                    | Kislemez címe                    | Kislemez címe                    | Kislemez címe                    | Kislemez címe                    | Kislemez címe                    | Kislemez címe                    | Kislemez címe                    | Kislemez címe                    | Kislemez címe                    | Kislemez címe                    | Kislemez címe                    | Kislemez címe                    | Kislemez címe                    | Kislemez címe                    | Kislemez címe                    | Kislemez címe                    | Kislemez címe                    | Kislemez címe                    | Kislemez címe                    | Kislemez címe                    | Kislemez címe                    | Kislemez címe                    | Kislemez címe                    | Kislemez címe                    | Kislemez címe                    | Kislemez címe                    | Kislemez címe                    | Kislemez címe                    | Kislemez címe                    | Kislemez címe                    | Kislemez címe                    | Kislemez címe                    | Kislemez címe                    | Kislemez címe                    | Kislemez címe                    | Kislemez címe                    | Kislemez címe                    | Kislemez címe                    | Kislemez címe                    | Kislemez címe                    | Kislemez címe                    | Kislemez címe                    | Kislemez címe                    | Kislemez címe                    | Kislemez címe                    | Kislemez címe                    | Kislemez címe                    | Kislemez címe                    | Kislemez címe                    | Kislemez címe                    | Kislemez címe                    | Kislemez címe                    | Kislemez címe                    | Kislemez címe                    | Kislemez címe                    | Kislemez címe                    | Kislemez címe                    | Kislemez címe                    | Kislemez címe                    | Kislemez címe                    | Kislemez címe                    | Kislemez címe                    | Kislemez címe                    | Kislemez címe                    | Kislemez címe                    | Kislemez címe                    | Kislemez címe                    | Kislemez címe                    | Kislemez címe                    | Kislemez címe                    | Kislemez címe                    | Kislemez címe                    | Kislemez címe                    | Kislemez címe                    | Kislemez címe                    | Kislemez címe                    | UK Helyezés | USA Helyezés | Ausztrália Helyezés | Írország Helyezés |
| ----------------- | -------------------------------- | -------------------------------- | -------------------------------- | -------------------------------- | -------------------------------- | -------------------------------- | -------------------------------- | -------------------------------- | -------------------------------- | -------------------------------- | -------------------------------- | -------------------------------- | -------------------------------- | -------------------------------- | -------------------------------- | -------------------------------- | -------------------------------- | -------------------------------- | -------------------------------- | -------------------------------- | -------------------------------- | -------------------------------- | -------------------------------- | -------------------------------- | -------------------------------- | -------------------------------- | -------------------------------- | -------------------------------- | -------------------------------- | -------------------------------- | -------------------------------- | -------------------------------- | -------------------------------- | -------------------------------- | -------------------------------- | -------------------------------- | -------------------------------- | -------------------------------- | -------------------------------- | -------------------------------- | -------------------------------- | -------------------------------- | -------------------------------- | -------------------------------- | -------------------------------- | -------------------------------- | -------------------------------- | -------------------------------- | -------------------------------- | -------------------------------- | -------------------------------- | -------------------------------- | -------------------------------- | -------------------------------- | -------------------------------- | -------------------------------- | -------------------------------- | -------------------------------- | -------------------------------- | -------------------------------- | -------------------------------- | -------------------------------- | -------------------------------- | -------------------------------- | -------------------------------- | -------------------------------- | -------------------------------- | -------------------------------- | -------------------------------- | -------------------------------- | -------------------------------- | -------------------------------- | -------------------------------- | -------------------------------- | -------------------------------- | -------------------------------- | -------------------------------- | -------------------------------- | -------------------------------- | -------------------------------- | -------------------------------- | -------------------------------- | -------------------------------- | -------------------------------- | -------------------------------- | -------------------------------- | -------------------------------- | -------------------------------- | -------------------------------- | -------------------------------- | -------------------------------- | -------------------------------- | -------------------------------- | -------------------------------- | -------------------------------- | -------------------------------- | -------------------------------- | -------------------------------- | -------------------------------- | -------------------------------- | -------------------------------- | -------------------------------- | -------------------------------- | -------------------------------- | -------------------------------- | -------------------------------- | -------------------------------- | -------------------------------- | -------------------------------- | -------------------------------- | -------------------------------- | -------------------------------- | -------------------------------- | -------------------------------- | -------------------------------- | -------------------------------- | -------------------------------- | -------------------------------- | -------------------------------- | -------------------------------- | -------------------------------- | -------------------------------- | -------------------------------- | -------------------------------- | -------------------------------- | -------------------------------- | -------------------------------- | -------------------------------- | -------------------------------- | -------------------------------- | -------------------------------- | -------------------------------- | -------------------------------- | -------------------------------- | -------------------------------- | ----------- | ------------ | ------------------- | ----------------- |
| 1979. július      | We Don’t Talk Anymore (kislemez) | We Don’t Talk Anymore (kislemez) | We Don’t Talk Anymore (kislemez) | We Don’t Talk Anymore (kislemez) | We Don’t Talk Anymore (kislemez) | We Don’t Talk Anymore (kislemez) | We Don’t Talk Anymore (kislemez) | We Don’t Talk Anymore (kislemez) | We Don’t Talk Anymore (kislemez) | We Don’t Talk Anymore (kislemez) | We Don’t Talk Anymore (kislemez) | We Don’t Talk Anymore (kislemez) | We Don’t Talk Anymore (kislemez) | We Don’t Talk Anymore (kislemez) | We Don’t Talk Anymore (kislemez) | We Don’t Talk Anymore (kislemez) | We Don’t Talk Anymore (kislemez) | We Don’t Talk Anymore (kislemez) | We Don’t Talk Anymore (kislemez) | We Don’t Talk Anymore (kislemez) | We Don’t Talk Anymore (kislemez) | We Don’t Talk Anymore (kislemez) | We Don’t Talk Anymore (kislemez) | We Don’t Talk Anymore (kislemez) | We Don’t Talk Anymore (kislemez) | We Don’t Talk Anymore (kislemez) | We Don’t Talk Anymore (kislemez) | We Don’t Talk Anymore (kislemez) | We Don’t Talk Anymore (kislemez) | We Don’t Talk Anymore (kislemez) | We Don’t Talk Anymore (kislemez) | We Don’t Talk Anymore (kislemez) | We Don’t Talk Anymore (kislemez) | We Don’t Talk Anymore (kislemez) | We Don’t Talk Anymore (kislemez) | We Don’t Talk Anymore (kislemez) | We Don’t Talk Anymore (kislemez) | We Don’t Talk Anymore (kislemez) | We Don’t Talk Anymore (kislemez) | We Don’t Talk Anymore (kislemez) | We Don’t Talk Anymore (kislemez) | We Don’t Talk Anymore (kislemez) | We Don’t Talk Anymore (kislemez) | We Don’t Talk Anymore (kislemez) | We Don’t Talk Anymore (kislemez) | We Don’t Talk Anymore (kislemez) | We Don’t Talk Anymore (kislemez) | We Don’t Talk Anymore (kislemez) | We Don’t Talk Anymore (kislemez) | We Don’t Talk Anymore (kislemez) | We Don’t Talk Anymore (kislemez) | We Don’t Talk Anymore (kislemez) | We Don’t Talk Anymore (kislemez) | We Don’t Talk Anymore (kislemez) | We Don’t Talk Anymore (kislemez) | We Don’t Talk Anymore (kislemez) | We Don’t Talk Anymore (kislemez) | We Don’t Talk Anymore (kislemez) | We Don’t Talk Anymore (kislemez) | We Don’t Talk Anymore (kislemez) | We Don’t Talk Anymore (kislemez) | We Don’t Talk Anymore (kislemez) | We Don’t Talk Anymore (kislemez) | We Don’t Talk Anymore (kislemez) | We Don’t Talk Anymore (kislemez) | We Don’t Talk Anymore (kislemez) | We Don’t Talk Anymore (kislemez) | We Don’t Talk Anymore (kislemez) | We Don’t Talk Anymore (kislemez) | We Don’t Talk Anymore (kislemez) | We Don’t Talk Anymore (kislemez) | We Don’t Talk Anymore (kislemez) | We Don’t Talk Anymore (kislemez) | We Don’t Talk Anymore (kislemez) | We Don’t Talk Anymore (kislemez) | We Don’t Talk Anymore (kislemez) | We Don’t Talk Anymore (kislemez) | We Don’t Talk Anymore (kislemez) | We Don’t Talk Anymore (kislemez) | We Don’t Talk Anymore (kislemez) | We Don’t Talk Anymore (kislemez) | We Don’t Talk Anymore (kislemez) | We Don’t Talk Anymore (kislemez) | We Don’t Talk Anymore (kislemez) | We Don’t Talk Anymore (kislemez) | We Don’t Talk Anymore (kislemez) | We Don’t Talk Anymore (kislemez) | We Don’t Talk Anymore (kislemez) | We Don’t Talk Anymore (kislemez) | We Don’t Talk Anymore (kislemez) | We Don’t Talk Anymore (kislemez) | We Don’t Talk Anymore (kislemez) | We Don’t Talk Anymore (kislemez) | We Don’t Talk Anymore (kislemez) | We Don’t Talk Anymore (kislemez) | We Don’t Talk Anymore (kislemez) | We Don’t Talk Anymore (kislemez) | We Don’t Talk Anymore (kislemez) | We Don’t Talk Anymore (kislemez) | We Don’t Talk Anymore (kislemez) | We Don’t Talk Anymore (kislemez) | We Don’t Talk Anymore (kislemez) | We Don’t Talk Anymore (kislemez) | We Don’t Talk Anymore (kislemez) | We Don’t Talk Anymore (kislemez) | We Don’t Talk Anymore (kislemez) | We Don’t Talk Anymore (kislemez) | We Don’t Talk Anymore (kislemez) | We Don’t Talk Anymore (kislemez) | We Don’t Talk Anymore (kislemez) | We Don’t Talk Anymore (kislemez) | We Don’t Talk Anymore (kislemez) | We Don’t Talk Anymore (kislemez) | We Don’t Talk Anymore (kislemez) | We Don’t Talk Anymore (kislemez) | We Don’t Talk Anymore (kislemez) | We Don’t Talk Anymore (kislemez) | We Don’t Talk Anymore (kislemez) | We Don’t Talk Anymore (kislemez) | We Don’t Talk Anymore (kislemez) | We Don’t Talk Anymore (kislemez) | We Don’t Talk Anymore (kislemez) | We Don’t Talk Anymore (kislemez) | We Don’t Talk Anymore (kislemez) | We Don’t Talk Anymore (kislemez) | We Don’t Talk Anymore (kislemez) | We Don’t Talk Anymore (kislemez) | We Don’t Talk Anymore (kislemez) | We Don’t Talk Anymore (kislemez) | We Don’t Talk Anymore (kislemez) | We Don’t Talk Anymore (kislemez) | We Don’t Talk Anymore (kislemez) | We Don’t Talk Anymore (kislemez) | We Don’t Talk Anymore (kislemez) | We Don’t Talk Anymore (kislemez) | 1           | 7            | 3                   | 1                 |
| 1979. október     | Hot Shot                         | Hot Shot                         | Hot Shot                         | Hot Shot                         | Hot Shot                         | Hot Shot                         | Hot Shot                         | Hot Shot                         | Hot Shot                         | Hot Shot                         | Hot Shot                         | Hot Shot                         | Hot Shot                         | Hot Shot                         | Hot Shot                         | Hot Shot                         | Hot Shot                         | Hot Shot                         | Hot Shot                         | Hot Shot                         | Hot Shot                         | Hot Shot                         | Hot Shot                         | Hot Shot                         | Hot Shot                         | Hot Shot                         | Hot Shot                         | Hot Shot                         | Hot Shot                         | Hot Shot                         | Hot Shot                         | Hot Shot                         | Hot Shot                         | Hot Shot                         | Hot Shot                         | Hot Shot                         | Hot Shot                         | Hot Shot                         | Hot Shot                         | Hot Shot                         | Hot Shot                         | Hot Shot                         | Hot Shot                         | Hot Shot                         | Hot Shot                         | Hot Shot                         | Hot Shot                         | Hot Shot                         | Hot Shot                         | Hot Shot                         | Hot Shot                         | Hot Shot                         | Hot Shot                         | Hot Shot                         | Hot Shot                         | Hot Shot                         | Hot Shot                         | Hot Shot                         | Hot Shot                         | Hot Shot                         | Hot Shot                         | Hot Shot                         | Hot Shot                         | Hot Shot                         | Hot Shot                         | Hot Shot                         | Hot Shot                         | Hot Shot                         | Hot Shot                         | Hot Shot                         | Hot Shot                         | Hot Shot                         | Hot Shot                         | Hot Shot                         | Hot Shot                         | Hot Shot                         | Hot Shot                         | Hot Shot                         | Hot Shot                         | Hot Shot                         | Hot Shot                         | Hot Shot                         | Hot Shot                         | Hot Shot                         | Hot Shot                         | Hot Shot                         | Hot Shot                         | Hot Shot                         | Hot Shot                         | Hot Shot                         | Hot Shot                         | Hot Shot                         | Hot Shot                         | Hot Shot                         | Hot Shot                         | Hot Shot                         | Hot Shot                         | Hot Shot                         | Hot Shot                         | Hot Shot                         | Hot Shot                         | Hot Shot                         | Hot Shot                         | Hot Shot                         | Hot Shot                         | Hot Shot                         | Hot Shot                         | Hot Shot                         | Hot Shot                         | Hot Shot                         | Hot Shot                         | Hot Shot                         | Hot Shot                         | Hot Shot                         | Hot Shot                         | Hot Shot                         | Hot Shot                         | Hot Shot                         | Hot Shot                         | Hot Shot                         | Hot Shot                         | Hot Shot                         | Hot Shot                         | Hot Shot                         | Hot Shot                         | Hot Shot                         | Hot Shot                         | Hot Shot                         | Hot Shot                         | Hot Shot                         | Hot Shot                         | Hot Shot                         | Hot Shot                         | Hot Shot                         | Hot Shot                         | 46          |              |                     | 27                |
| 1980. január      | Carrie                           | Carrie                           | Carrie                           | Carrie                           | Carrie                           | Carrie                           | Carrie                           | Carrie                           | Carrie                           | Carrie                           | Carrie                           | Carrie                           | Carrie                           | Carrie                           | Carrie                           | Carrie                           | Carrie                           | Carrie                           | Carrie                           | Carrie                           | Carrie                           | Carrie                           | Carrie                           | Carrie                           | Carrie                           | Carrie                           | Carrie                           | Carrie                           | Carrie                           | Carrie                           | Carrie                           | Carrie                           | Carrie                           | Carrie                           | Carrie                           | Carrie                           | Carrie                           | Carrie                           | Carrie                           | Carrie                           | Carrie                           | Carrie                           | Carrie                           | Carrie                           | Carrie                           | Carrie                           | Carrie                           | Carrie                           | Carrie                           | Carrie                           | Carrie                           | Carrie                           | Carrie                           | Carrie                           | Carrie                           | Carrie                           | Carrie                           | Carrie                           | Carrie                           | Carrie                           | Carrie                           | Carrie                           | Carrie                           | Carrie                           | Carrie                           | Carrie                           | Carrie                           | Carrie                           | Carrie                           | Carrie                           | Carrie                           | Carrie                           | Carrie                           | Carrie                           | Carrie                           | Carrie                           | Carrie                           | Carrie                           | Carrie                           | Carrie                           | Carrie                           | Carrie                           | Carrie                           | Carrie                           | Carrie                           | Carrie                           | Carrie                           | Carrie                           | Carrie                           | Carrie                           | Carrie                           | Carrie                           | Carrie                           | Carrie                           | Carrie                           | Carrie                           | Carrie                           | Carrie                           | Carrie                           | Carrie                           | Carrie                           | Carrie                           | Carrie                           | Carrie                           | Carrie                           | Carrie                           | Carrie                           | Carrie                           | Carrie                           | Carrie                           | Carrie                           | Carrie                           | Carrie                           | Carrie                           | Carrie                           | Carrie                           | Carrie                           | Carrie                           | Carrie                           | Carrie                           | Carrie                           | Carrie                           | Carrie                           | Carrie                           | Carrie                           | Carrie                           | Carrie                           | Carrie                           | Carrie                           | Carrie                           | Carrie                           | Carrie                           | Carrie                           | Carrie                           | Carrie                           | 4           | 34           | 18                  | 4                 |
| Megjelenés dátuma | Album címe                       | Album címe                       | Album címe                       | Album címe                       | Album címe                       | Album címe                       | Album címe                       | Album címe                       | Album címe                       | Album címe                       | Album címe                       | Album címe                       | Album címe                       | Album címe                       | Album címe                       | Album címe                       | Album címe                       | Album címe                       | Album címe                       | Album címe                       | Album címe                       | Album címe                       | Album címe                       | Album címe                       | Album címe                       | Album címe                       | Album címe                       | Album címe                       | Album címe                       | Album címe                       | Album címe                       | Album címe                       | Album címe                       | Album címe                       | Album címe                       | Album címe                       | Album címe                       | Album címe                       | Album címe                       | Album címe                       | Album címe                       | Album címe                       | Album címe                       | Album címe                       | Album címe                       | Album címe                       | Album címe                       | Album címe                       | Album címe                       | Album címe                       | Album címe                       | Album címe                       | Album címe                       | Album címe                       | Album címe                       | Album címe                       | Album címe                       | Album címe                       | Album címe                       | Album címe                       | Album címe                       | Album címe                       | Album címe                       | Album címe                       | Album címe                       | Album címe                       | Album címe                       | Album címe                       | Album címe                       | Album címe                       | Album címe                       | Album címe                       | Album címe                       | Album címe                       | Album címe                       | Album címe                       | Album címe                       | Album címe                       | Album címe                       | Album címe                       | Album címe                       | Album címe                       | Album címe                       | Album címe                       | Album címe                       | Album címe                       | Album címe                       | Album címe                       | Album címe                       | Album címe                       | Album címe                       | Album címe                       | Album címe                       | Album címe                       | Album címe                       | Album címe                       | Album címe                       | Album címe                       | Album címe                       | Album címe                       | Album címe                       | Album címe                       | Album címe                       | Album címe                       | Album címe                       | Album címe                       | Album címe                       | Album címe                       | Album címe                       | Album címe                       | Album címe                       | Album címe                       | Album címe                       | Album címe                       | Album címe                       | Album címe                       | Album címe                       | Album címe                       | Album címe                       | Album címe                       | Album címe                       | Album címe                       | Album címe                       | Album címe                       | Album címe                       | Album címe                       | Album címe                       | Album címe                       | Album címe                       | Album címe                       | Album címe                       | Album címe                       | Album címe                       | Album címe                       | Album címe                       | UK Helyezés | USA Helyezés |                     |                   |
| 1976. május       | Rock 'n' Roll Juvenile           | Rock 'n' Roll Juvenile           | Rock 'n' Roll Juvenile           | Rock 'n' Roll Juvenile           | Rock 'n' Roll Juvenile           | Rock 'n' Roll Juvenile           | Rock 'n' Roll Juvenile           | Rock 'n' Roll Juvenile           | Rock 'n' Roll Juvenile           | Rock 'n' Roll Juvenile           | Rock 'n' Roll Juvenile           | Rock 'n' Roll Juvenile           | Rock 'n' Roll Juvenile           | Rock 'n' Roll Juvenile           | Rock 'n' Roll Juvenile           | Rock 'n' Roll Juvenile           | Rock 'n' Roll Juvenile           | Rock 'n' Roll Juvenile           | Rock 'n' Roll Juvenile           | Rock 'n' Roll Juvenile           | Rock 'n' Roll Juvenile           | Rock 'n' Roll Juvenile           | Rock 'n' Roll Juvenile           | Rock 'n' Roll Juvenile           | Rock 'n' Roll Juvenile           | Rock 'n' Roll Juvenile           | Rock 'n' Roll Juvenile           | Rock 'n' Roll Juvenile           | Rock 'n' Roll Juvenile           | Rock 'n' Roll Juvenile           | Rock 'n' Roll Juvenile           | Rock 'n' Roll Juvenile           | Rock 'n' Roll Juvenile           | Rock 'n' Roll Juvenile           | Rock 'n' Roll Juvenile           | Rock 'n' Roll Juvenile           | Rock 'n' Roll Juvenile           | Rock 'n' Roll Juvenile           | Rock 'n' Roll Juvenile           | Rock 'n' Roll Juvenile           | Rock 'n' Roll Juvenile           | Rock 'n' Roll Juvenile           | Rock 'n' Roll Juvenile           | Rock 'n' Roll Juvenile           | Rock 'n' Roll Juvenile           | Rock 'n' Roll Juvenile           | Rock 'n' Roll Juvenile           | Rock 'n' Roll Juvenile           | Rock 'n' Roll Juvenile           | Rock 'n' Roll Juvenile           | Rock 'n' Roll Juvenile           | Rock 'n' Roll Juvenile           | Rock 'n' Roll Juvenile           | Rock 'n' Roll Juvenile           | Rock 'n' Roll Juvenile           | Rock 'n' Roll Juvenile           | Rock 'n' Roll Juvenile           | Rock 'n' Roll Juvenile           | Rock 'n' Roll Juvenile           | Rock 'n' Roll Juvenile           | Rock 'n' Roll Juvenile           | Rock 'n' Roll Juvenile           | Rock 'n' Roll Juvenile           | Rock 'n' Roll Juvenile           | Rock 'n' Roll Juvenile           | Rock 'n' Roll Juvenile           | Rock 'n' Roll Juvenile           | Rock 'n' Roll Juvenile           | Rock 'n' Roll Juvenile           | Rock 'n' Roll Juvenile           | Rock 'n' Roll Juvenile           | Rock 'n' Roll Juvenile           | Rock 'n' Roll Juvenile           | Rock 'n' Roll Juvenile           | Rock 'n' Roll Juvenile           | Rock 'n' Roll Juvenile           | Rock 'n' Roll Juvenile           | Rock 'n' Roll Juvenile           | Rock 'n' Roll Juvenile           | Rock 'n' Roll Juvenile           | Rock 'n' Roll Juvenile           | Rock 'n' Roll Juvenile           | Rock 'n' Roll Juvenile           | Rock 'n' Roll Juvenile           | Rock 'n' Roll Juvenile           | Rock 'n' Roll Juvenile           | Rock 'n' Roll Juvenile           | Rock 'n' Roll Juvenile           | Rock 'n' Roll Juvenile           | Rock 'n' Roll Juvenile           | Rock 'n' Roll Juvenile           | Rock 'n' Roll Juvenile           | Rock 'n' Roll Juvenile           | Rock 'n' Roll Juvenile           | Rock 'n' Roll Juvenile           | Rock 'n' Roll Juvenile           | Rock 'n' Roll Juvenile           | Rock 'n' Roll Juvenile           | Rock 'n' Roll Juvenile           | Rock 'n' Roll Juvenile           | Rock 'n' Roll Juvenile           | Rock 'n' Roll Juvenile           | Rock 'n' Roll Juvenile           | Rock 'n' Roll Juvenile           | Rock 'n' Roll Juvenile           | Rock 'n' Roll Juvenile           | Rock 'n' Roll Juvenile           | Rock 'n' Roll Juvenile           | Rock 'n' Roll Juvenile           | Rock 'n' Roll Juvenile           | Rock 'n' Roll Juvenile           | Rock 'n' Roll Juvenile           | Rock 'n' Roll Juvenile           | Rock 'n' Roll Juvenile           | Rock 'n' Roll Juvenile           | Rock 'n' Roll Juvenile           | Rock 'n' Roll Juvenile           | Rock 'n' Roll Juvenile           | Rock 'n' Roll Juvenile           | Rock 'n' Roll Juvenile           | Rock 'n' Roll Juvenile           | Rock 'n' Roll Juvenile           | Rock 'n' Roll Juvenile           | Rock 'n' Roll Juvenile           | Rock 'n' Roll Juvenile           | Rock 'n' Roll Juvenile           | Rock 'n' Roll Juvenile           | Rock 'n' Roll Juvenile           | Rock 'n' Roll Juvenile           | Rock 'n' Roll Juvenile           | Rock 'n' Roll Juvenile           | Rock 'n' Roll Juvenile           | Rock 'n' Roll Juvenile           | Rock 'n' Roll Juvenile           | Rock 'n' Roll Juvenile           | 3           | 74           |                     |                   |

## Közreműködők
- Cliff Richard – háttérvokál, vokál, producer
- Chris Mercer – rézfúvósok
- Peter Skellern – mellotron
- Alan Tarney – háttérvokál, billentyűs hangszerek, basszusgitár, gitár
- Graham Todd – zongora
- Bruce Welch – producer
- Keith Bessey – Digital Remastering
- Gered Mankowitz – fotó
- Nigel Reeve – Reissue Coordination
- Nigel Goodall – Data Entry, Liner Notes, diszkográfia
- Madeline Bell – háttérvokál
- Herbie Flowers – basszusgitár
- Bryn Haworth – slide gitár
- Haydn Bendall – hangmérnök asszisztens
- Terry Britten – háttérvokál, producer, gitár
- Clem Cattini – dobok
- Tony Clark – hangmérnök
- Martin Dobson – szaxofon
- Martin Drover – rézfúvósok
- George Ford – basszusgitár
- Tristan Fry – ütősök
- Graham Jarvis – dobok
- Adrian Lee – zongora
- Billie Livesey – billentyűs hangszerek[14]